# リクガメ上科
リクガメ上科（リクガメじょうか、Testudinoidea）は、爬虫綱カメ目に属する上科。

## 分布
アフリカ大陸、北アメリカ大陸、南アメリカ大陸、ユーラシア大陸、インドネシア、エクアドル（ガラパゴス諸島）、セーシェル（アルダブラ環礁）、日本、フィリピン
これらの分布は、ジュラ紀におこったパンゲア大陸の分裂によって生じたとされる。

## 形態
現生する最大種はセーシェルセマルゾウガメで最大甲長138cm。最小種はシモフリヒラセリクガメで最大甲長9.8cmとカメ目でも最小種。絶滅種を含めた場合、メイオラニアが最大とされ、全長は2メートル以上。

## 分類
潜頸亜目内の上科では最大の構成種を含む。
イシガメ科はヌマガメ科に含まれていたが、ヌマガメ科よりもリクガメ科に近縁として独立科とする説が有力。オオアタマガメ科は本上科に含む説もあったが、近年まで頭骨やミトコンドリアDNAの一部解析による分子系統学の研究からカミツキガメ科に近縁とされていた。しかし核DNAの解析やミトコンドリアDNAの全塩基配列解析による分子系統学の研究では本上科に含まれるとされる。
- ヌマガメ科　Emydidae
- オオアタマガメ科　Platysternidae
- イシガメ科　Geoemydidae
- リクガメ科　Testudinidae

### 絶滅群
- ナンシュンケリス科　Nanhsiungchelidae : ナンシュンケリス,アノマロケリスなど。（絶滅群。）
- メイオラニア科 Meiolaniidae : メイオラニアなど。（約2000年前に絶滅。ただし、より初期に分岐したとの説も。）

## 生態
リクガメ科は森林、草原などに生息し陸棲種のみで構成される。イシガメ科やヌマガメ科は淡水域あるいはその周辺に生息する半水棲種ないし半陸棲種が多く、オオアタマガメ科唯一の現生種であるオオアタマガメは谷川に生息する。しかし陸棲種や産卵を除いて上陸しない完全水棲種もいる。
食性も幅広く完全な動物食や植物食、雑食の種がいる。

## 人間との関係
生息地では食用とされることもある。また開発による生息地の破壊、食用やペット用の乱獲等が原因で生息数は激減している。

## 画像

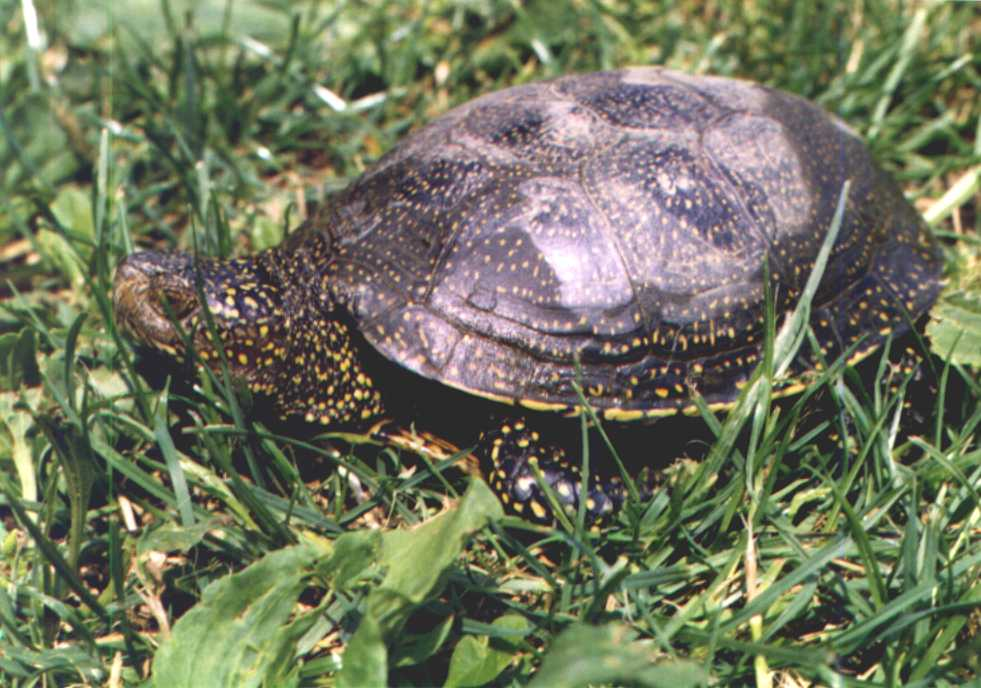
ヨーロッパヌマガメ Emys orbicularis （ヌマガメ科）
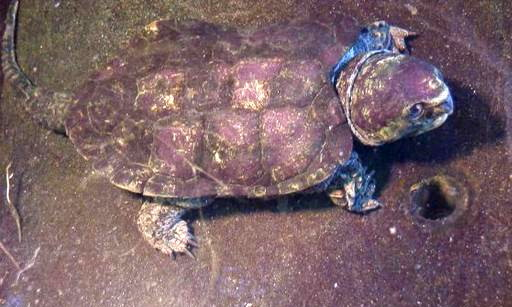
オオアタマガメ Platysternon megacephalum （オオアタマガメ科）